# Дегель ха-Тора
Дегель ха-Тора (ивр. דגל התורה‎, «Флаг Торы») — израильская политическая партия религиозных ашкеназов, представляющая интересы «Митнагдим». На протяжении большей части своего существования состоит с партией Агудат Исраэль в едином избирательном списке под именем «Яхадут ха-Тора».
Партия была основана раввином Элазаром Менахемом Шахом в рамках подготовки к выборам в двенадцатый Кнессет в 1988 году, после его выхода из партии Агудат Исраэль.

## История
Дегель ха-Тора была основана в 1988 году, вышедшими из партии Агудат Исраэль вместе с раввином Элазаром Менахемом Шахом в рамках подготовки к выборам в двенадцатый Кнессет. Её создание было связано с продолжающимися политическими спорами между раввином Элазаром Шахом с другими хасидскими раввинами в «Агудат Исраэль». На выборах 1988 года партия выиграла два места, занятые Моше Гафни и Авраамом Равицем, и присоединилась к коалиционному правительству Ицхака Шамира. На выборах 1992 года партия объединилась с «Агудат Исраэль» под названием «Иудаизм Торы».
Хотя список раскололся незадолго до выборов 1996 года, но перед самыми выборами они вновь объединились. Это повторилось также и для выборов 1999, 2006 и 2009 годов.